# П'єр Еква
П'єр-Еммануель Еква Елімбі (фр. Pierre-Emmanuel Ekwah Elimby, нар. 15 січня 2002, Париж, Франція) — французький футболіст ганського походження, опорний півзахисник англійського клубу «Сандерленд».
На правах оренди грає в складі «Сент-Етьєна».

## Ігрова кар'єра

### Клубна
Займатися футболом Еква почав в клубах аматорського рівня. У 2017 році він приєднався до молодіжної команди «Нанта». Через рік футболіст переїхав до Англії, де продовжив кар'єру в молодіжній команді лондонського «Челсі». З яким у 2019 році підписав професійний контракт. В складі «Челсі» Еква виступав у Юнацькій лізі.
У 2021 році Еква перейшов до іншого лондонського клубу — «Вест Гем Юнайтед», з яким підписав трирічний контракт.
Але Еква так і не зміг пробитися до основи «Вест Гема» і в січні 2023 року перейшов до клубу Чемпіоншипа «Сандерленд». Контракт було підписано на чотири з половиною роки. Перед початком сезону 2024/25 Еква на правах річної оренди відправився до французького «Сент-Етьєна». Орендна угода підписана з правом викупу контракту гравця.

### Збірна
З 2017 року П'єр Еква виступав за юнацькі збірні Франції.

## Особисте життя
П'єр Еква є двоюрідним братом камерунського футболіста Поля-Жоржа Нтепа.